# Saison 2023 de la Ligue canadienne de football
Navigation
2022 2024
La saison 2023 est la 65e saison de la Ligue canadienne de football et la 137e saison de football canadien depuis la fondation de la Canadian Rugby Football Union en 1884. Les matchs préparatoires ont débuté le 22 mai, et la saison régulière a commencé le 8 juin pour se terminer le 28 octobre. Les matchs éliminatoires se sont tenus les 4 et 11 novembre et le match de la coupe Grey a eu lieu le 19 novembre. 

## Événements
La ligue adopte en mai quelques changements aux règlements, en particulier afin de réduire les risques de blessures aux joueurs.
- Il n'est plus nécessaire que le ballon soit touché par un joueur avant qu'un simple soit accordé lors d'un botté d'envoi.
- Quand une équipe en possession du ballon dans sa propre zone des buts commet l'infraction de retenir un adversaire, l'équipe adverse a la possibilité de demander qu'un touché de sûreté lui soit accordé.
- Dans les situations de bottés de placement ou de transformation, des restrictions sont apportées au nombre de joueurs de l'équipe défensive qui peuvent se placer près de la ligne de mêlée.
- Il est désormais illégal pour tout joueur ou membre du personnel d'une équipe d'entrer en contact avec un officiel si cela peut être évité. Ceci concerne principalement la zone près du banc des joueurs où les membres d'une équipe peuvent entrer ou se tenir trop près de la surface de jeu.
- Après une interception ou un échappé recouvré dans la zone des buts, le ballon sera remis en jeu à la ligne de 30 verges au lieu de 25 précédemment. Des ajustements sont également apportés sur l'emplacement de remise en jeu après une pénalité ou une perte de possession.
- Il n'est plus possible pour une équipe d'avoir un joueur qui porte le numéro 0 et un autre le numéro 00. Un seul de ces numéros peut être utilisé.

Le plafond salarial est porté à 5 450 000 $CA par équipe et le salaire minimum est de 71 000 $CA.

## Résultats

### Classements
| Clt   | Équipe                 | PJ | V  | D  | N | BP  | BC  | Pts |
| ----- | ---------------------- | -- | -- | -- | - | --- | --- | --- |
| +001, | Argonauts de Toronto   | 18 | 16 | 2  | 0 | 591 | 396 | 32  |
| +002, | Alouettes de Montréal  | 18 | 11 | 7  | 0 | 442 | 392 | 22  |
| +003, | Tiger-Cats de Hamilton | 18 | 8  | 10 | 0 | 408 | 461 | 16  |
| +004, | Rouge et Noir d'Ottawa | 18 | 4  | 14 | 0 | 415 | 507 | 8   |

| Clt   | Équipe                           | PJ | V  | D  | N | BP  | BC  | Pts |
| ----- | -------------------------------- | -- | -- | -- | - | --- | --- | --- |
| +001, | Blue Bombers de Winnipeg         | 18 | 14 | 4  | 0 | 594 | 377 | 28  |
| +002, | Lions de la Colombie-Britannique | 18 | 12 | 6  | 0 | 495 | 439 | 24  |
| +003, | Stampeders de Calgary            | 18 | 6  | 12 | 0 | 412 | 471 | 12  |
| +004, | Roughriders de la Saskatchewan   | 18 | 6  | 12 | 0 | 387 | 551 | 12  |
| +005, | Elks d'Edmonton                  | 18 | 4  | 14 | 0 | 367 | 517 | 8   |

### Séries éliminatoires
Les Alouettes de Montréal remportent leur 8e Coupe Grey de leur histoire face aux Blue Bombers de Winnipeg, la première depuis 13 ans.
|  | Demi-finale de divisions | Demi-finale de divisions         | Demi-finale de divisions  | Demi-finale de divisions         |                             |                       | Finale de divisions         | Finale de divisions         | Finale de divisions         | Finale de divisions         |  |  | 110e Coupe Grey             | 110e Coupe Grey             | 110e Coupe Grey             | 110e Coupe Grey             |
|  |                          |                                  |                           |                                  |                             |                       |                             |                             |                             |                             |  |  |                             |                             |                             |                             |
|  |                          |                                  |                           |                                  |                             |                       | 11 novembre 2023 - Montréal | 11 novembre 2023 - Montréal | 11 novembre 2023 - Montréal | 11 novembre 2023 - Montréal |  |  | 19 novembre 2023 - Hamilton | 19 novembre 2023 - Hamilton | 19 novembre 2023 - Hamilton | 19 novembre 2023 - Hamilton |
|  |                          |                                  |                           |                                  |                             |                       | 11 novembre 2023 - Montréal | 11 novembre 2023 - Montréal | 11 novembre 2023 - Montréal | 11 novembre 2023 - Montréal |  |  | 19 novembre 2023 - Hamilton | 19 novembre 2023 - Hamilton | 19 novembre 2023 - Hamilton | 19 novembre 2023 - Hamilton |
|  |                          |                                  |                           |                                  |                             |                       | 11 novembre 2023 - Montréal | 11 novembre 2023 - Montréal | 11 novembre 2023 - Montréal | 11 novembre 2023 - Montréal |  |  | 19 novembre 2023 - Hamilton | 19 novembre 2023 - Hamilton | 19 novembre 2023 - Hamilton | 19 novembre 2023 - Hamilton |
|  |                          |                                  |                           |                                  |                             |                       | 11 novembre 2023 - Montréal | 11 novembre 2023 - Montréal | 11 novembre 2023 - Montréal | 11 novembre 2023 - Montréal |  |  | 19 novembre 2023 - Hamilton | 19 novembre 2023 - Hamilton | 19 novembre 2023 - Hamilton | 19 novembre 2023 - Hamilton |
|  |                          |                                  |                           |                                  |                             |                       | 11 novembre 2023 - Montréal | 11 novembre 2023 - Montréal | 11 novembre 2023 - Montréal | 11 novembre 2023 - Montréal |  |  | 19 novembre 2023 - Hamilton | 19 novembre 2023 - Hamilton | 19 novembre 2023 - Hamilton | 19 novembre 2023 - Hamilton |
|  | E1                       | Argonauts de Toronto             | 17                        | 17                               |                             |                       |                             |                             |                             |                             |  |  | 19 novembre 2023 - Hamilton | 19 novembre 2023 - Hamilton | 19 novembre 2023 - Hamilton | 19 novembre 2023 - Hamilton |
|  | E1                       | Argonauts de Toronto             | 17                        | 17                               | 4 novembre 2023 - Montréal  |                       |                             |                             |                             |                             |  |  | 19 novembre 2023 - Hamilton | 19 novembre 2023 - Hamilton | 19 novembre 2023 - Hamilton | 19 novembre 2023 - Hamilton |
|  |                          |                                  | E2                        | Alouettes de Montréal            | 38                          | 38                    |                             |                             |                             |                             |  |  | 19 novembre 2023 - Hamilton | 19 novembre 2023 - Hamilton | 19 novembre 2023 - Hamilton | 19 novembre 2023 - Hamilton |
|  | E2                       | Alouettes de Montréal            | E2                        | Alouettes de Montréal            | 38                          | 38                    | 27                          | 27                          |                             |                             |  |  | 19 novembre 2023 - Hamilton | 19 novembre 2023 - Hamilton | 19 novembre 2023 - Hamilton | 19 novembre 2023 - Hamilton |
|  | E2                       | Alouettes de Montréal            | 11 novembre 2023 -Toronto |                                  |                             |                       | 27                          | 27                          |                             |                             |  |  | 19 novembre 2023 - Hamilton | 19 novembre 2023 - Hamilton | 19 novembre 2023 - Hamilton | 19 novembre 2023 - Hamilton |
|  | E3                       | Tiger-Cats de Hamilton           | 12                        | 12                               |                             |                       |                             |                             |                             |                             |  |  | 19 novembre 2023 - Hamilton | 19 novembre 2023 - Hamilton | 19 novembre 2023 - Hamilton | 19 novembre 2023 - Hamilton |
|  | E3                       | Tiger-Cats de Hamilton           | 12                        | 12                               | E2                          | Alouettes de Montréal | 28                          | 28                          |                             |                             |  |  |                             |                             |                             |                             |
|  |                          |                                  |                           |                                  | E2                          | Alouettes de Montréal | 28                          | 28                          |                             |                             |  |  |                             |                             |                             |                             |
|  |                          |                                  | O1                        | Blue Bombers de Winnipeg         | 24                          | 24                    |                             |                             |                             |                             |  |  |                             |                             |                             |                             |
|  |                          |                                  |                           |                                  | 24                          | 24                    |                             |                             |                             |                             |  |  |                             |                             |                             |                             |
|  |                          |                                  |                           |                                  |                             |                       |                             |                             |                             |                             |  |  |                             |                             |                             |                             |
|  |                          |                                  |                           |                                  |                             |                       |                             |                             |                             |                             |  |  |                             |                             |                             |                             |
|  | O1                       | Blue Bombers de Winnipeg         | 24                        | 24                               |                             |                       |                             |                             |                             |                             |  |  |                             |                             |                             |                             |
|  | O1                       | Blue Bombers de Winnipeg         | 24                        | 24                               | 4 novembre 2023 - Vancouver |                       |                             |                             |                             |                             |  |  |                             |                             |                             |                             |
|  |                          |                                  | O2                        | Lions de la Colombie-Britannique | 13                          | 13                    |                             |                             |                             |                             |  |  |                             |                             |                             |                             |
|  | O2                       | Lions de la Colombie-Britannique | O2                        | Lions de la Colombie-Britannique | 13                          | 13                    | 41                          | 41                          |                             |                             |  |  |                             |                             |                             |                             |
|  | O2                       | Lions de la Colombie-Britannique |                           |                                  |                             |                       |                             | 41                          |                             |                             |  |  |                             |                             |                             |                             |
|  | O3                       | Stampeders de Calgary            | 30                        | 30                               |                             |                       |                             |                             |                             |                             |  |  |                             |                             |                             |                             |
|  | O3                       | Stampeders de Calgary            | 30                        | 30                               |                             |                       |                             |                             |                             |                             |  |  |                             |                             |                             |                             |
|  |                          |                                  |                           |                                  |                             |                       |                             |                             |                             |                             |  |  |                             |                             |                             |                             |

## Honneurs individuels
- Joueur par excellence : Chad Kelly (QA), Argonauts de Toronto
- Joueur défensif par excellence : Mathieu Betts (en) (LD), Lions de la Colombie-Britannique
- Joueur canadien par excellence : Brady Oliveira (DO), Blue Bombers de Winnipeg
- Joueur de ligne offensive par excellence : Dejon Allen (en) (BL), Blue Bombers de Winnipeg
- Recrue par excellence : Qwan'tez Stiggers (en) (DD), Argonauts de Toronto
- Joueur des unités spéciales par excellence : Javon Leake (en) (SRB), Argonauts de Toronto[5]